# Euastrum sibiricum
Euastrum sibiricum là một loài Song tinh tảo trong họ Desmidiaceae, thuộc chi Euastrum.